# هوراس تومسون
هوراس تومسون (بالإنجليزية: Horace Thompson)‏ (1 يناير 1900 ببرمنغهام في المملكة المتحدة - ) هو لاعب كرة قدم بريطاني في مركز جناح ‏. لعب مع برمنغهام سيتي.